# Lamar Hall
Lamar Anterio Hall (St. Petersburg, 10 ottobre 1989) è un giocatore di football americano statunitense che gioca come runningback per i Saarland Hurricanes.